# Place de l'Église (Locronan)
Pour les articles homonymes, voir Place de l'Église.
La place de l'Église est un espace public urbain de la  commune française de Locronan [lɔkʁɔnɑ̃] (Lokorn en breton), située dans le département du Finistère en région , de Bretagne. Elle est bordée de maisons remarquables des XVIe et XVIIe siècles et possède un puits à margelle, détruit en 1932 par un car, mais reconstruit depuis.

## Les monuments historiques sur la place
Autour de la vaste église Saint-Ronan, les toits des immeubles du village sont autant d'œuvres d'art. La place centrale pavée est bordée d' un important patrimoine architectural. Ce qui a valu à Locronan le label des plus beaux villages de France, décerné par une association indépendante visant à promouvoir les atouts touristiques de petites communes françaises riches d'un patrimoine de qualité et d'être membre du réseau des petites cités de caractères. 

### Église Saint-Ronan de Locronan
L'église Saint-Ronan, XVe siècle, classée au titre des monuments historiques,  est une église, ainsi que son annexe, la chapelle du Pénity, qui abrite le tombeau de saint Ronan  et sa chapelle du Pénity où se trouve le tombeau de saint Ronan.

### Le puits

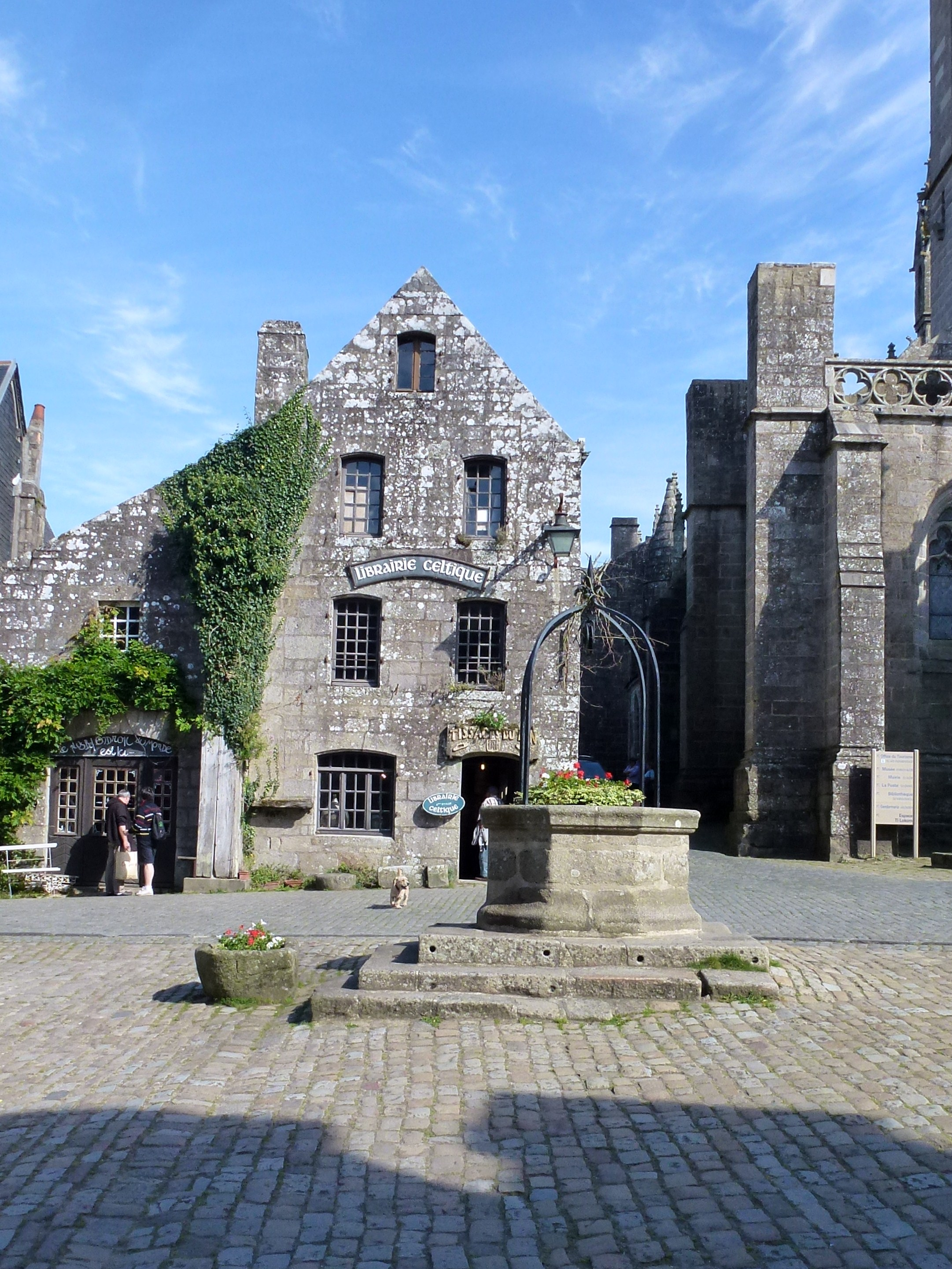
L'Hôtel Gauthier et le puits communal.

La place de l'Église avec son puits à margelle, détruit en 1932 par un car, mais reconstruit depuis.

### L'Hôtel Gauthier
L'hôtel Gauthier avec ses façades et les toitures (cad. I 84 à 86) est classé par décret du 30 novembre 1926. 

### La boulangerie Le Guillou

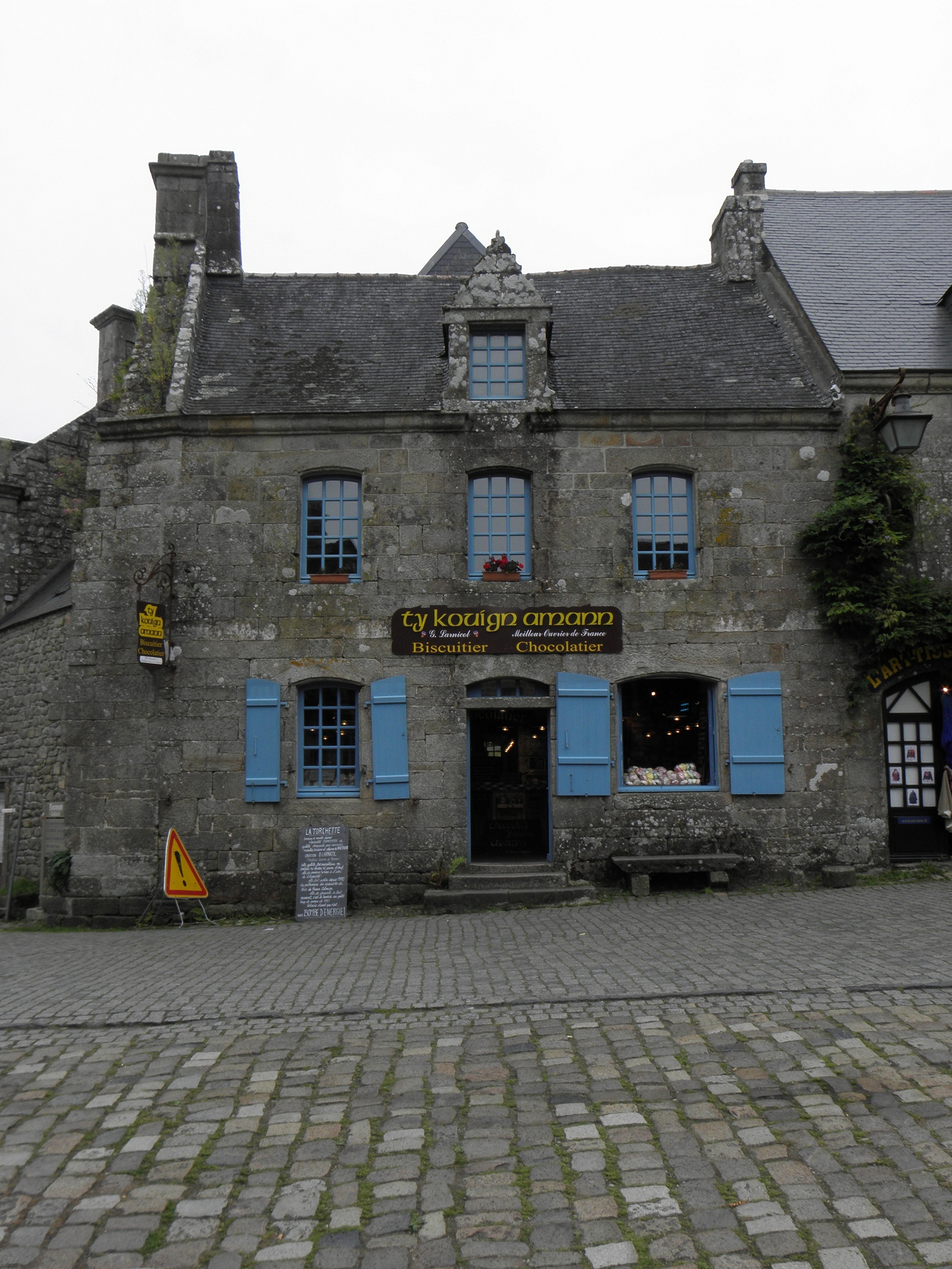
La boulangerie Le Guillou

Notice no PA00090090, sur la plateforme ouverte du patrimoine, base Mérimée, ministère français de la Culture

### Maisons et immeubles classés
Les immeubles de la place de l'église, avec des maisons Renaissance en granite sont protégés au titre des monuments historiques et datant des XVIIe et XVIIIe siècles, aux façades de granite gris bleuté.

## Cinéma et télévision
Le charme et la magie de la place de Locronan ont été sources d'inspiration pour de nombreux réalisateurs de films (Chouans !, Les Trois Mousquetaires, Un long dimanche de fiançailles), les bâtiments ont été propice à la réalisation de grandes reconstitutions historiques. Par ailleurs, l'homogénéité des constructions de cette place en a fait un lieu de tournage idéal, pour la réalisation de films historiques.